# Vietnamesischer Fußballpokal 2013
Der Vietnamesische Fußballpokal 2013 war die 23. Saison eines Ko-Fußballwettbewerbs in Vietnam. Der Pokal wurde von der Vietnam Football Federation organisiert. Er begann mit der  ersten Runde am 16. März 2013 und endete mit dem Finale am 5. September 2013.

## Termine
| Runde         | Datum             |
| ------------- | ----------------- |
| 1. Runde      | 16. März 2013     |
| Achtelfinale  | 24. März 2013     |
| Viertelfinale | 10. Juli 2013     |
| Halbfinale    | 7. August 2013    |
| Finale        | 5. September 2013 |

## Resultate und Begegnungen

### 1. Runde
|                     | Ergebnis        |               |
| ------------------- | --------------- | ------------- |
| 16. März 2013       |                 |               |
| TĐCS Đồng Tháp      | 0:0 (2:4 i. E.) | QNK Quảng Nam |
| Hùng Vương An Giang | 4:0             | XSKT Cần Thơ  |

### Achtelfinale
|                     | Ergebnis        |                         |
| ------------------- | --------------- | ----------------------- |
| 24. März 2013       |                 |                         |
| QNK Quảng Nam       | 1:0             | Vicem Hải Phòng         |
| Hà Nội T&T          | 3:3 (5:3 i. E.) | Kienlongbank Kiên Giang |
| Hoàng Anh Gia Lai   | 2:1             | Xuân Thành Sài Gòn FC   |
| SHB Đà Nẵng         | 3:2             | Becamex Bình Dương      |
| Hùng Vương An Giang | 1:5             | Đồng Tâm Long An        |
| CLB Đồng Nai        | 3:1             | SQC Bình Định           |
| FC Thanh Hóa        | 0:0 (4:2 i. E.) | Sông Lam Nghệ An        |
| Vissai Ninh Bình FC | 2:1             | Than Quảng Ninh FC      |

### Viertelfinale
|                     | Ergebnis |                   |
| ------------------- | -------- | ----------------- |
| 10. Juli 2013       |          |                   |
| FC Thanh Hóa        | 0:1      | CLB Đồng Nai      |
| Vissai Ninh Bình FC | 2:1      | Hoàng Anh Gia Lai |
| SHB Đà Nẵng         | 3:0      | QNK Quảng Nam     |
| Đồng Tâm Long An    | 2:1      | Hà Nội T&T        |

### Halbfinale
|                  | Ergebnis        |                     |
| ---------------- | --------------- | ------------------- |
| 7. August 2013   |                 |                     |
| CLB Đồng Nai     | 4:4 (4:3 i. E.) | SHB Đà Nẵng         |
| Đồng Tâm Long An | 3:3 (3:4 i. E.) | Vissai Ninh Bình FC |

### Finale
|                   | Ergebnis        |                     |
| ----------------- | --------------- | ------------------- |
| 5. September 2013 |                 |                     |
| SHB Đà Nẵng       | 1:1 (5:6 i. E.) | Vissai Ninh Bình FC |

| Vietnamesischer Pokalsieger 2013 |
| Vissai Ninh Bình FC              |